# Lorenzo Ratti
Lorenzo Ratti (Perusa, 1589 - Loreto, 1630) fou un madrigalista italià. Estudià a Roma, al costat d'un oncle seu; fou mestre de capella del Seminari romà, i posteriorment desenvolupa el mateix càrrec en el Col·legi alemany de la pròpia ciutat i a Loreto. Va compondre diversos llibres de madrigals, i molta música religiosa. La major part de les seves obres foren publicades a Roma i el Vaticà.